# 지순 (연호)
지순(至順, 1330년 5월 ~ 1333년 10월)은 원나라 문종(文宗) 툭테무르 자야아투 칸의 두번째 연호이다. 3년 6개월 가량 사용되었다. 툭테무르 자야아투 칸의 뒤를 이어 즉위한 린친발 칸(영종)이 즉위년(1332년)에 사망하여 연호를 개원하지 못했기 때문에, 린친발 칸 재위 기간에도 이 연호가 계속 이어서 사용되었다. 린친발 칸의 뒤를 이어 즉위한 토곤테무르 우카가투 칸(혜종)이 연호를 원통으로 개원할 때까지 이 연호가 사용되었다.

## 개원
- 천력(天曆) 3년 5월 8일[1](율리우스력 1330년 5월 25일)에 연호를 지순(至順)으로 개원함.[2][3][4][5]

- 지순(至順) 4년 10월 8일[6](율리우스력 1333년 11월 15일)에 연호를 원통(元統)으로 개원함.[7][8][9][5]

## 연대 대조표
| 지순 | 서기(西紀) | 간지(干支) |
| 원년 | 1330년     | 경오(庚午) |
| 2년  | 1331년     | 신미(辛未) |
| 3년  | 1332년     | 임신(壬申) |
| 4년  | 1333년     | 계유(癸酉) |

## 동시대 연호

### 베트남
- 카이흐우(開佑) (1329년 ~ 1341년)

### 일본
- 겐토쿠(元德) (1329년 ~ 1332년)

다이카쿠지 계통(大覺寺統)
- 겐코(元弘) (1331년 ~ 1334년)

지묘인 계통(持明院統)
- 쇼쿄(正慶) (1332년 ~ 1333년)

## 같이 보기
- 중국의 연호